# 伊斯蘭敢死隊
伊斯蘭敢死隊（波斯語：或）是一個鼓吹伊朗民族主義和伊斯蘭信仰的秘密社團，因為涉及多起政治暗殺，被指責為伊斯蘭原教旨主義恐怖主義團體。由21歲神學學生納瓦布·薩法維在1946年成立。薩法維向特定的知識份子及政治人物策動事先經過縝密計劃的行刺，清除「腐敗的個別人士」，藉以達到淨化伊斯蘭教的目的。伊斯蘭敢死隊成功殺害過多人，一些行刺者得到宗教權貴的支持而免於受到法律制裁，但他們在1950年代中遭到伊朗政府的打擊，薩法維被處死。不過，伊斯蘭敢死隊並未因此而被剷除，他們仍在支持阿亞圖拉霍梅尼及伊朗伊斯蘭革命。

## 背景
伊斯蘭敢死隊是第二次世界大戰後中東「反對外國操控的民族主義勢力」的一部分，被認為是日後一些更著名的伊斯蘭主義恐怖組織的前身。據稱敢死隊在「德黑蘭市區的低下階層」當中吸納年輕人。他們的宗旨是把遵守伊斯蘭教法進一步要求引伸到禁制酒精、煙草、鴉片、電影、賭博、西方服飾，竊賊要被砍手，婦女要戴面紗，取消音樂等與穆斯林無關的學校課程。

## 歷史

### 崛起
反教權主義的民族主義作家艾哈邁德·卡斯拉維（Ahmad Kasravi）是第一位被伊斯蘭敢死隊刺殺的人，他在1946年被槍殺。據稱阿亞圖拉霍梅尼在他的著作《秘密之匙》裡提到「所有伊斯蘭教的批評者」應該要被信徒手刃，卡斯拉維因此成為目標。世俗主義的伊朗作家阿米爾·塔赫里（Amir Taheri）認為霍梅尼與薩法維的關係密切、理念相近，霍梅尼的主張「實際上給卡斯拉維判了死刑」。
刺客侯賽因·埃馬米是伊斯蘭敢死隊的創始成員，他被迅速逮捕並被判處死刑。伊朗的知識份子都團結一致要求嚴懲埃馬米，以儆效尤。不過，埃馬米免於上絞刑台。據塔赫里所說，他激起了衛道者的同情，又利用自己身為賽義德（貴族出身的穆斯林）及先知穆罕默德後裔的身份，要求接受宗教法庭的審判。霍梅尼及許多什葉派教士利用當時的政治困局（例如蘇聯軍隊佔領阿塞拜疆省）向沙阿施壓，要求沙阿原諒埃馬米。霍梅尼亦親自請求沙阿赦免埃馬米。
1949年，伊斯蘭敢死隊殺害曾任總理的皇庭部長阿卜杜勒侯賽因·哈茲爾。為了報復總理哈吉·阿里·拉茲馬拉提出不利石油國有化的建議，敢死隊在1951年3月7日刺殺了他。教育及文化部部長艾哈邁德·贊加內在三個星期後亦被刺殺。拉茲馬拉遇刺身亡被指是伊朗「對於石油問題逐漸拋棄了妥協和溫和的態度」，「令統治階層害怕為了平息公憤而對民族主義份子作出太多讓步」。據報伊斯蘭敢死隊「幾乎成功」刺殺沙阿穆罕默德·禮薩·巴列維。
除了埃馬米，行刺拉茲馬拉的刺客哈利勒·塔馬瑟比在穆罕默德·摩薩台出任總理期間獲得伊朗議會的赦免。在議會裡舉足輕重的阿布-卡西姆·卡沙尼是伊斯蘭敢死隊的支持者，他「安排一項特殊的法案在議會獲很通過，赦免塔馬瑟比的死罪，並宣稱他是伊斯蘭教的戰士」，令伊朗的世俗主義者感到十分震驚。不過，在穆薩台倒台之後，塔馬瑟比1952年再次被捕及審訊，在1955年被判處死判並遭到處決。此外，在行刺事件之後，卡沙尼與穆薩台的聯盟亦告瓦解，卡沙尼轉而親近沙阿。
雖然伊斯蘭敢死隊大力支持把外國控制的伊朗石油產業國有化，但在摩薩台成為總理之後，由於他拒不落實伊斯蘭教法及委任死硬的伊斯蘭份子出任要職，伊斯蘭敢死隊與摩薩台反目成仇。伊斯蘭敢死隊的威脅是「摩薩台決定把總理官邸遷至自己寓所的其中一個主要原因」。伊斯蘭敢死隊在1952年2月15日策動的另一次刺殺重創了外交部部長侯賽因·法特米，他是「摩薩台的得力助手」，這次的刺殺令法特米「受了重傷，幾乎有八個月的時間無法履行職務」。這次的暗殺行動是由敢死隊的副手阿布侯賽因·瓦赫迪策劃，刺客是敢死隊的一位年輕成員。

### 取締
1955年，納瓦布·薩法維及「包括埃馬米在內的其他伊斯蘭敢死隊成員」終於被處決，但據作家巴吉爾·穆因所說，伊斯蘭敢死隊仍然健在，他們轉而支持精神領袖阿亞圖拉霍梅尼，並據稱被霍梅尼的支持者及後來備受爭議的「死神判官」薩迪克·哈勒哈利「改組」。伊朗總理哈桑·阿里·曼蘇爾在1965年遇刺身亡被認為是伊斯蘭敢死隊的手筆。據報由霍梅尼的支持者莫爾塔扎·莫塔哈里及阿亞圖拉穆罕默德·貝赫什提組成的一個秘密伊斯蘭法庭已經「審判」了曼蘇爾，以「敵視安拉」的罪名起訴他流放霍梅尼的決定，判處死刑。三位行凶者穆罕默德·博卡萊、莫爾塔扎·尼克內賈德及禮薩·薩法爾－哈蘭迪「被補及以同謀罪被起訴」，但這些審判和判決的說法在直至革命後才被揭露出來。

### 革命及伊斯蘭共和國
在1979年伊朗革命期間，伊斯蘭敢死隊的成員成為霍梅尼的追隨者，是革命群眾當中的原教旨主義勢力，敦促霍梅尼馬上落實伊斯蘭教法。他們呼籲「大規模引進伊斯蘭教的法律和社會制度，包括禁制音樂、酒精、電影、放貸及女子在外工作，並強制婦女須穿戴面紗」。伊斯蘭敢死隊的許多成員都在伊斯蘭共和國的政權效力。
在1998年末，伊朗的一些異見人士接連被殺（被稱為伊朗連環謀殺案）引起了關注，一個在此前不知名的組織以一個名稱與伊斯蘭敢死隊相似的名義在德黑蘭發表了一則聲明，承認當中一些謀殺案的責任。該組織自稱為「穆斯塔法·納瓦布的伊斯蘭教信徒」，他們在聲明當中提到：
「疏忽大意的本地政客以法律的名義支持那些陰險有害的外族人，他們把明確的伊斯蘭體制、司法、負責任的媒體及革命的倡導定性為專橫、散播暴力及侵犯自由。伊朗穆斯林國度的勇敢、熱心的兒女採取了行動，以革命之名義清除了在民族主義運動及其他大學運動背後的骯髒、賣國的份子，他們為了捍衛伊斯蘭革命的偉大成果而採取了實際行動……以革命之名義處決達瑞許·福魯哈爾、帕爾瓦娜·伊斯坎達里、穆罕默德·莫克塔里及穆罕默德·賈法爾·坡延德是對所有唯利是圖的作家及他們的反動支持者作出警告，他們有意在國內宣揚腐敗和制造混亂，意圖再讓伊朗遭到外國的支配……」
伊斯蘭敢死隊與連環謀殺案的關係仍然不明。

## 註腳
1. ↑  . Khorasan Newspaper. Pars Times: 4. July 30, 2000  [21 August 2015]. （原始内容存档于2021-03-01）.
2. ↑  Abrahamian, Ervand. . New York: The New Press. 2013: 42. ISBN 978-1-59558-826-5. Although these and future assassinations gave the Fedayan much publicity, their inner core contained no more than a handful of zealots. Their total membership was less than a hundred. Most were young semiliterate apprentices in the Tehran bazaar.
3. ↑  Zabih 1966，第187頁
4. ↑  Campo 2009，第238頁
5. 1 2 3  Taheri 1986，第98頁
6. ↑  Thiessen 2008，第26頁
7. ↑  Kramer 2011，第144頁
8. ↑  Kramer 1996，第37-49頁
9. ↑  Abrahamian 1982，第259頁
10. ↑  Taheri 1986，第102-103頁
11. ↑  Zabih 1982，第25-26頁
12. ↑  Molavi 2005，第323頁
13. 1 2 3  Zahib, Sepehr. . Annals of the American Academy of Political and Social Science. International Terrorism (Sage Publications). September 1982, 463: 84–94  [17 Feb 2015]. doi:10.1177/0002716282463001007. （原始内容存档于2020-05-24） （英语）.
14. ↑  Taheri 1986，第109頁
15. ↑  Abrahamian 2008，第116頁
16. 1 2  Gasiorowski & Byrne 2004，第66頁
17. ↑  Taheri 1986，第115頁
18. 1 2  Moin 1999，第224頁
19. ↑  Taheri 1986，第187頁
20. ↑  Taheri 1986，第156頁
21. ↑  Newton 2009，第73頁